# Garumbatitan
Garumbatitan („titán od hory Mola de la Garumba“) byl rod sauropodního dinosaura z kladu Somphospondyli, žijícího v období rané křídy (geologický věk barrem, asi před 126 až 121 miliony let) na území severovýchodního Španělska (provincie Castellón).

## Popis
Fosilie tohoto sauropoda byly objeveny v sedimentech geologického souvrství Arcillas de Morella v roce 1998 a vykopány při expedicích v letech 2005 až 2008. Formálně byl druh G. morellensis popsán v roce 2023. Objevena byla nekompletní kostra včetně obratlů a kostí končetin.

## Systematika
Nejblíže příbuzným druhem sauropoda byl patrně Tastavinsaurus sanzi, objevený ve stejném souvrství a formálně popsaný roku 2008. Oba taxony byly zástupci kladu Titanosauriformes a Somphospondyli (resp. Laurasiformes) a jejich sesterským taxonem tak mohl být například severoamerický rod Venenosaurus.